# Torsås samrealskola
Torsås samrealskola var en realskola i Torsås verksam från 1919 till 1964. 

## Historia
Skolan inrättades höstterminen 1915 som en högre folkskola, vilken ombildades 1 januari 1919 till en kommunal mellanskola. Denna ombildades från 1944 successivt till Torsås samrealskola.
Realexamen gavs från 1919 till 1964.